# Турот (кантон)
Турот (фр. Thourotte) — кантон во Франции, находится в регионе О-де-Франс, департамент Уаза. Входит в состав округа Компьень.

## История
Кантон образован в результате реформы 2015 года , В его состав вошли упраздненные кантоны Ласиньи и Рибекур-Дреленкур.

## Состав кантона с 22 марта 2015 года
В состав кантона входят коммуны (население по данным Национального института статистики за 2018 г.):
- Аврикур (255 чел.)
- Ами (399 чел.)
- Байи (629 чел.)
- Бёльё-ле-Фонтен (602 чел.)
- Ванделикур (272 чел.)
- Гюри (240 чел.)
- Див (400 чел.)
- Камброн-ле-Риберкур (1 951 чел.)
- Кандор (304 чел.)
- Каннектанкур (506 чел.)
- Канни-сюр-Ма (396 чел.)
- Крапомениль (204 чел.)
- Кюи (220 чел.)
- Лаберльер (200 чел.)
- Ланьи (529 чел.)
- Ласиньи (1 384 чел.)
- Ле-Плеси-Брион (1 359 чел.)
- Лонгёй-Аннель (2 624 чел.)
- Маре-сюр-Ма (402 чел.)
- Марёй-ла-Мот (627 чел.)
- Марньи-о-Сериз (259 чел.)
- Машмон (749 чел.)
- Меликок (756 чел.)
- Монмак (1 104 чел.)
- Оньоль (285 чел.)
- Пемпре (860 чел.)
- Плеси-де-Руа (232 чел.)
- Рибекур-Дреленкур (3 724 чел.)
- Руа-сюр-Ма (463 чел.)
- Сен-Леже-о-Буа (783 чел.)
- Солант (141 чел.)
- Траси-ле-Валь (1 082 чел.)
- Турот (4 531 чел.)
- Тьескур (755 чел.)
- Френьер (164 чел.)
- Шевенкур (843 чел.)
- Шири-Урскам (1 209 чел.)
- Эврикур (225 чел.)
- Экювилли (308 чел.)
- Эленкур-Сент-Маргерит (856 чел.)

## Политика
На президентских выборах 2022 г. жители кантона отдали в 1-м туре Марин Ле Пен 38,3 % голосов против 21,5 % у Эмманюэля Макрона и 16,4 % у Жана-Люка Меланшона; во 2-м туре в кантоне победила Ле Пен, получившая 60,4 % голосов. (2017 год. 1 тур: Марин Ле Пен – 35,2 %, Жан-Люк Меланшон – 20,3 %, Эмманюэль Макрон – 17,8 %, Франсуа Фийон – 13,2 %; 2 тур: Ле Пен – 53,7 %. 2012 год. 1 тур: Марин Ле Пен – 27,6 %, Франсуа Олланд – 24,6 %, Николя Саркози – 21,2 %; 2 тур: Олланд – 52,6 %).
С 2015 года кантон в Совете департамента Уаза представляют первый вице-мэр города Рибекур-Дреленкур Элен Балиту (Hélène Balitout) и мэр коммуны Ланьи Себастьян Нансель (Sebastien Nancel) (оба – Коммунистическая партия).
|                | Кандидаты                     | Партия                   | Первый тур | Первый тур     | Второй тур | Второй тур |
| Кол-во голосов | Кандидаты                     | Партия                   | % голосов  | Кол-во голосов | % голосов  |            |
| -------------- | ----------------------------- | ------------------------ | ---------- | -------------- | ---------- | ---------- |
|                | Элен Балиту Себастьян Нансель | Коммунистическая партия  | 4 128      | 49,56          | 5 161      | 65,80      |
|                | Пьер Бассош Милена Трощински  | Национальное объединение | 2 107      | 25,29          | 2 683      | 34,20      |
|                | Жан-Ив Боннар Кристин Леётр   | Разные правые            | 2 095      | 25,15          |            |            |

|                | Кандидаты                     | Партия             | Первый тур | Первый тур     | Второй тур | Второй тур |
| Кол-во голосов | Кандидаты                     | Партия             | % голосов  | Кол-во голосов | % голосов  |            |
| -------------- | ----------------------------- | ------------------ | ---------- | -------------- | ---------- | ---------- |
|                | Элен Балиту Себастьян Нансель | Разные левые       | 3 411      | 27,48          | 6 200      | 51,59      |
|                | Режи Боннен Кристель Симон    | Национальный фронт | 4 645      | 37,42          | 5 817      | 48,41      |
|                | Анжела Остер Тьерри Фро       | Левый блок         | 2 343      | 18,88          |            |            |
|                | Эмиль Дюбрена Кароль Маре     | Правый блок        | 2 014      | 16,22          |            |            |